# FK Teteks Tetovo
FK Teteks (makedonski: ФK Тетекс) bivši je sjevernomakedonski nogometni klub iz Tetova. Klub je prestao s radom 2020. godine, kada se natjecao u trećoj makedonskoj ligi.

Nasljednik kluba je FK Teteks 1953.

## Povijest
Godine 1946. postojao je klub iz Tetova pod imenom Šar Tetovo, a natjecao se u Makedonskoj republičkoj ligi i kupu. Dva puta je osvojio Kup Makedonije 1948. i 1950., a bio je uspješan i u Makedonskoj ligi. No, nakon nekoliko godina raspušten je, ponajviše zbog financijskih poteškoća. Nedugo nakon toga, na bazi FK Šar osnovan je novi klub pod nazivom Tekstilec.
Klub je osnovan 18. veljače 1953. godine pod imenom FK Tekstilec. Osnivač FK Teteks je tekstilni kombinat Teteks i zbog toga su poznati kao "Štofari". Bili su u sjeni starijeg kluba FK Ljuboten Tetovo nastalog 1919. godine. Momčad Ljubotena bila je popunjena domaćim igračima iz Tetova, dok je Teteks imao mogućnosti privući najbolje igrače iz Makedonije i šire iz bivšeg Saveza. Osvojili su Makedonsku republičku ligu u četiri navrata i uz Vardar, bili su jedini makedonski klub koji je osvojio Saveznu istočnu federalnu drugu ligu koja je sadržavala momčadi iz 3 savezne republike: Makedonije, Crne Gore i Srbije.
Teteks je igrao u prvoj makedonskoj prvoj ligi, ali je završio na 17. mjestu i ispao je u niži rang. Klub je kupio njemački koncern UFA Media Group s Bracom Vujchikom kao predsjednikom. Nakon što su osvojili Makedonsku drugu ligu 2009., promovirani su natrag u najvišu razinu makedonskog nogometa, za sezonu 2009./2010. Teteks je osvojio svoj prvi makedonski nogometni kup 2010. pobijedivši Rabotnički 3:2, a tijekom ljeta je debitirao u Europi u UEFA Europskoj ligi. Godine 2013. Teteks je ušao u povijest postavši prva momčad koja je ispala iz prve makedonske lige, a da je osvojila nacionalni kup (pobijedivši Škendiju 6:5 nakon jedanaesteraca, uz produžetke nakon kojih je rezultat bio 2:2).
Krajem srpnja 2020. godine uprava Teteksa je 2011. godine preuzela drugoligaša FK Labuništa i preselila klub u Tetovo.

## Navijači
Navijači FK Teteks od 28. listopada 1988. nose ime Vojvodi. Poznati su i kao Vojvodi Jug jer im je domaća tribina na južnoj strani. Poznati moto Vojvoda je "So Verba Vo Bog – Vojvodi Do Grob". Imaju odlične odnose sa navijačima FK Vardar zvanih Komiti Skopje.

## Suparništvo
Veliki derbi Tetova igrao se između FK Teteks, čiji su navijači pripadnici radničke klase, i FK Ljuboten, čiji su navijači najstariji građani Tetova.

## Uspjesi
2. savezna liga SFRJ
- 1980./81.

Makedonska republička nogometna liga
- 1964./65., 1968./69., 1973./74., 1984./85.

Makedonski nogometni kup
- 2009./10., 2012./13.

## Teteks u europskim natjecanjima
| Sezona    | Takmičenje         | Kolo           |  | Klub      | Rezultat |
| --------- | ------------------ | -------------- |  | --------- | -------- |
| 2010./11. | UEFA Europska liga | Drugo pretkolo |  | Ventspils | 0:0, 3:1 |
|           |                    | Treće pretkolo |  | Elfsborg  | 0:5, 1:2 |
| 2013./14. | UEFA Europska liga | Prvo pretkolo  |  | Pjunik    | 1:1, 0:1 |

## Vanjske poveznice
- Službena web-stranica  Arhivirana inačica izvorne stranice od 20. srpnja 2021. (Wayback Machine)